# Szybki jak błyskawica
Szybki jak błyskawica (ang. Days of Thunder) – amerykański dramat sportowy z roku 1990 w reżyserii Tony’ego Scotta. Przedstawia losy młodego kierowcy Cole’a Trickle’a (Tom Cruise) wchodzącego w świat wyścigów samochodowych NASCAR. Towarzyszy mu muzyka Hansa Zimmera.

## Obsada
- Tom Cruise – Cole Trickle
- Robert Duvall – Harry Hogge
- Nicole Kidman – dr Claire Lewicki
- Randy Quaid – Tim Daland
- Cary Elwes – Russ Wheeler
- John C. Reilly – Buck Bretherton
- Michael Rooker – Rowdy Burns

## Fabuła
Młody i utalentowany kierowca Cole Trickle trafia do nowo tworzonego zespołu Tima Dalanda. Początkowo jest brawurowym ryzykantem. Wizja utraty pracy w bankrutującym teamie skłania go do podjęcia współpracy z szefem ekipy Harrym Hoggem. Cole zaczyna odnosić pierwsze sukcesy zaciekle rywalizując z doświadczonym kierowcą i aktualnym liderem Rowdym Burnsem. Podczas tej rywalizacji na torze w Daytona Beach na Florydzie dochodzi do wypadku, na skutek którego obaj kierowcy trafiają do szpitala. Tam Cole poznaje lekarkę dr Claire Lewicki, dla której nie potrafi być obojętny, zaprzyjaźnia się również ze swoim rywalem. Pretekstem do jednego ze spotkań z Claire są badania mające dopuścić obu kierowców do ponownego ścigania. Diagnoza dla Rowdy'ego nie jest korzystna – już nigdy nie wróci na tor. Pragnie on jednak wesprzeć Cole’a w powrocie do ścigania. Widzi w nim niezwykły talent, który może doprowadzić go do zwycięstw. Cole chce zrealizować swoje marzenie, wyrównać rachunki z zastępującym go kierowcą i zaimponować poznanej w szpitalu lekarce Claire.

## Nagrody i nominacje
Oscary za rok 1990
- Najlepszy dźwięk - Charles M. Wilborn, Donald O. Mitchell, Rick Kline, Kevin O’Connell (nominacja)